# Siegtalbrücke
Die Siegtalbrücke (oder Eiserfelder Brücke) ist eine Autobahnbrücke zwischen den Anschlussstellen 21 („Siegen“) und 22 („Siegen-Süd“) der A 45. Sie überquert das Siegtal bei Eiserfeld, einem Stadtteil Siegens. Gebaut wurde die Brücke von 1964 bis 1969 nach einem Entwurf von Hans Wittfoht. Die Brücke ist nach der 2016 fertiggestellten Talbrücke Nuttlar die zweithöchste Brücke in Nordrhein-Westfalen.

## Technische Details
Mit einer Höhe von fast 106 Metern ist sie die höchste Talbrücke im Zuge der A 45 und eine der höchsten Autobahnbrücken in Deutschland. Die Trasse der Autobahn weist im Bereich der Brücke im Grundriss einen Radius von 1400 m sowie eine Querneigung von drei Prozent auf.
Das in der Autobahnachse 1.050 m lange Bauwerk besteht aus zwei getrennten Spannbetonüberbauten, mit dem Durchlaufträger als Bauwerkssystem in Längsrichtung. Die Stützweiten der zwölffeldrigen Brücke betragen 63,0 m + 75,0 m + 90,0 m + 4 × 105,00 m + 96,0 m + 90,0 m + 81,0 m + 71,0 m + 64,0 m. In Querrichtung sind die Überbauten als einzellige parallelgurtige Spannbetonhohlkästen mit einer konstanten Konstruktionshöhe von 5,80 m ausgeführt. Die Fahrbahnplattenbreite ist 30,50 m, die Bodenplattenbreite 7,0 m. Die 11 Pfeiler aus Stahlbeton haben einen Hohlquerschnitt mit 30 cm Wandstärke und sind senkrecht zur Brückenachse 20,7 m breit. In Brückenlängsrichtung haben die Pfeiler einen Anzug von 1:40 und sind am Pfeilerkopf 3,5 m breit.
Eine Besonderheit der Siegtalbrücke ist, dass unter ihr eine 110-kV-Freileitung hindurchführt.

## Arbeiten an der Brücke
Anfang der 1990er Jahre wurde die Brücke mit transparenten Schutzwänden als Absturzsicherung versehen.
Im Jahr 2003 wurden die Brückenkappen erneuert. Statt Schutzplanken wurde eine Betonleitwand montiert, die auch einen Absturz von Lastkraftwagen verhindern soll. Daneben wurde ein 2,50 m hohes Geländer mit Drahtgitter als wirksamerer Übersteigschutz errichtet.
In den Jahren 2005 und 2006 wurde die Brücke von Grund auf saniert. Neben der Erneuerung der Fahrbahn und der Brückenabdichtung wurden lärmmindernde Fahrbahnübergänge am Anfang und am Ende der Brücke eingebaut. Außerdem wurden die Planken im Mittelstreifen durch Betonleitwände ersetzt. Die Gesamtkosten der Instandsetzung beliefen sich auf ungefähr 7,6 Millionen Euro.

## Neubau
Aufgrund des Alters der Brücke sowie der wachsenden Verkehrsbelastung soll die Brücke ab 2027 durch einen Neubau ersetzt werden. Es soll eine Schrägseilbrücke mit Spannweiten von bis zu 192 Metern werden, in etwa nach dem Vorbild des Viaduc de Millau.